# Chelsea Noble
Chelsea Noble (ur. 4 grudnia 1964 w Cheektowaga w stanie Nowym Jorku, USA) – amerykańska aktorka.